# 小行星列表/38101-38200
| 名稱        | 臨時編號   | 發現日期      | 發現地點 | 發現者                 |
| ----------- | ---------- | ------------- | -------- | ---------------------- |
| 小行星38101 | 1999 JE15  | 1999年5月15日 | 卡特林那 | 卡特林那巡天系统       |
| 小行星38102 | 1999 JM18  | 1999年5月10日 | 索科罗   | 林肯近地小行星研究小组 |
| 小行星38103 | 1999 JM19  | 1999年5月10日 | 索科罗   | 林肯近地小行星研究小组 |
| 小行星38104 | 1999 JL20  | 1999年5月10日 | 索科罗   | 林肯近地小行星研究小组 |
| 小行星38105 | 1999 JB21  | 1999年5月10日 | 索科罗   | 林肯近地小行星研究小组 |
| 小行星38106 | 1999 JG23  | 1999年5月10日 | 索科罗   | 林肯近地小行星研究小组 |
| 小行星38107 | 1999 JZ23  | 1999年5月10日 | 索科罗   | 林肯近地小行星研究小组 |
| 小行星38108 | 1999 JB24  | 1999年5月10日 | 索科罗   | 林肯近地小行星研究小组 |
| 小行星38109 | 1999 JQ24  | 1999年5月10日 | 索科罗   | 林肯近地小行星研究小组 |
| 小行星38110 | 1999 JH25  | 1999年5月10日 | 索科罗   | 林肯近地小行星研究小组 |
| 小行星38111 | 1999 JQ26  | 1999年5月10日 | 索科罗   | 林肯近地小行星研究小组 |
| 小行星38112 | 1999 JZ29  | 1999年5月10日 | 索科罗   | 林肯近地小行星研究小组 |
| 小行星38113 | 1999 JB30  | 1999年5月10日 | 索科罗   | 林肯近地小行星研究小组 |
| 小行星38114 | 1999 JO34  | 1999年5月10日 | 索科罗   | 林肯近地小行星研究小组 |
| 小行星38115 | 1999 JJ35  | 1999年5月10日 | 索科罗   | 林肯近地小行星研究小组 |
| 小行星38116 | 1999 JK35  | 1999年5月10日 | 索科罗   | 林肯近地小行星研究小组 |
| 小行星38117 | 1999 JH36  | 1999年5月10日 | 索科罗   | 林肯近地小行星研究小组 |
| 小行星38118 | 1999 JS36  | 1999年5月10日 | 索科罗   | 林肯近地小行星研究小组 |
| 小行星38119 | 1999 JN37  | 1999年5月10日 | 索科罗   | 林肯近地小行星研究小组 |
| 小行星38120 | 1999 JN39  | 1999年5月10日 | 索科罗   | 林肯近地小行星研究小组 |
| 小行星38121 | 1999 JO42  | 1999年5月10日 | 索科罗   | 林肯近地小行星研究小组 |
| 小行星38122 | 1999 JC43  | 1999年5月10日 | 索科罗   | 林肯近地小行星研究小组 |
| 小行星38123 | 1999 JD43  | 1999年5月10日 | 索科罗   | 林肯近地小行星研究小组 |
| 小行星38124 | 1999 JV43  | 1999年5月10日 | 索科罗   | 林肯近地小行星研究小组 |
| 小行星38125 | 1999 JG44  | 1999年5月10日 | 索科罗   | 林肯近地小行星研究小组 |
| 小行星38126 | 1999 JT44  | 1999年5月10日 | 索科罗   | 林肯近地小行星研究小组 |
| 小行星38127 | 1999 JL45  | 1999年5月10日 | 索科罗   | 林肯近地小行星研究小组 |
| 小行星38128 | 1999 JN45  | 1999年5月10日 | 索科罗   | 林肯近地小行星研究小组 |
| 小行星38129 | 1999 JV45  | 1999年5月10日 | 索科罗   | 林肯近地小行星研究小组 |
| 小行星38130 | 1999 JY45  | 1999年5月10日 | 索科罗   | 林肯近地小行星研究小组 |
| 小行星38131 | 1999 JR47  | 1999年5月10日 | 索科罗   | 林肯近地小行星研究小组 |
| 小行星38132 | 1999 JX47  | 1999年5月10日 | 索科罗   | 林肯近地小行星研究小组 |
| 小行星38133 | 1999 JY49  | 1999年5月10日 | 索科罗   | 林肯近地小行星研究小组 |
| 小行星38134 | 1999 JU51  | 1999年5月10日 | 索科罗   | 林肯近地小行星研究小组 |
| 小行星38135 | 1999 JB55  | 1999年5月10日 | 索科罗   | 林肯近地小行星研究小组 |
| 小行星38136 | 1999 JK55  | 1999年5月10日 | 索科罗   | 林肯近地小行星研究小组 |
| 小行星38137 | 1999 JH56  | 1999年5月10日 | 索科罗   | 林肯近地小行星研究小组 |
| 小行星38138 | 1999 JM56  | 1999年5月10日 | 索科罗   | 林肯近地小行星研究小组 |
| 小行星38139 | 1999 JH57  | 1999年5月10日 | 索科罗   | 林肯近地小行星研究小组 |
| 小行星38140 | 1999 JX58  | 1999年5月10日 | 索科罗   | 林肯近地小行星研究小组 |
| 小行星38141 | 1999 JN59  | 1999年5月10日 | 索科罗   | 林肯近地小行星研究小组 |
| 小行星38142 | 1999 JQ59  | 1999年5月10日 | 索科罗   | 林肯近地小行星研究小组 |
| 小行星38143 | 1999 JV60  | 1999年5月10日 | 索科罗   | 林肯近地小行星研究小组 |
| 小行星38144 | 1999 JD61  | 1999年5月10日 | 索科罗   | 林肯近地小行星研究小组 |
| 小行星38145 | 1999 JF61  | 1999年5月10日 | 索科罗   | 林肯近地小行星研究小组 |
| 小行星38146 | 1999 JK61  | 1999年5月10日 | 索科罗   | 林肯近地小行星研究小组 |
| 小行星38147 | 1999 JN62  | 1999年5月10日 | 索科罗   | 林肯近地小行星研究小组 |
| 小行星38148 | 1999 JU62  | 1999年5月10日 | 索科罗   | 林肯近地小行星研究小组 |
| 小行星38149 | 1999 JY62  | 1999年5月10日 | 索科罗   | 林肯近地小行星研究小组 |
| 小行星38150 | 1999 JX64  | 1999年5月10日 | 索科罗   | 林肯近地小行星研究小组 |
| 小行星38151 | 1999 JT65  | 1999年5月12日 | 索科罗   | 林肯近地小行星研究小组 |
| 小行星38152 | 1999 JY66  | 1999年5月12日 | 索科罗   | 林肯近地小行星研究小组 |
| 小行星38153 | 1999 JW67  | 1999年5月12日 | 索科罗   | 林肯近地小行星研究小组 |
| 小行星38154 | 1999 JU68  | 1999年5月12日 | 索科罗   | 林肯近地小行星研究小组 |
| 小行星38155 | 1999 JJ69  | 1999年5月12日 | 索科罗   | 林肯近地小行星研究小组 |
| 小行星38156 | 1999 JQ71  | 1999年5月12日 | 索科罗   | 林肯近地小行星研究小组 |
| 小行星38157 | 1999 JC72  | 1999年5月12日 | 索科罗   | 林肯近地小行星研究小组 |
| 小行星38158 | 1999 JS72  | 1999年5月12日 | 索科罗   | 林肯近地小行星研究小组 |
| 小行星38159 | 1999 JB73  | 1999年5月12日 | 索科罗   | 林肯近地小行星研究小组 |
| 小行星38160 | 1999 JG74  | 1999年5月12日 | 索科罗   | 林肯近地小行星研究小组 |
| 小行星38161 | 1999 JN74  | 1999年5月12日 | 索科罗   | 林肯近地小行星研究小组 |
| 小行星38162 | 1999 JB77  | 1999年5月12日 | 索科罗   | 林肯近地小行星研究小组 |
| 小行星38163 | 1999 JP77  | 1999年5月12日 | 索科罗   | 林肯近地小行星研究小组 |
| 小行星38164 | 1999 JB78  | 1999年5月12日 | 索科罗   | 林肯近地小行星研究小组 |
| 小行星38165 | 1999 JQ80  | 1999年5月12日 | 索科罗   | 林肯近地小行星研究小组 |
| 小行星38166 | 1999 JV84  | 1999年5月13日 | 索科罗   | 林肯近地小行星研究小组 |
| 小行星38167 | 1999 JU88  | 1999年5月12日 | 索科罗   | 林肯近地小行星研究小组 |
| 小行星38168 | 1999 JZ91  | 1999年5月12日 | 索科罗   | 林肯近地小行星研究小组 |
| 小行星38169 | 1999 JE98  | 1999年5月12日 | 索科罗   | 林肯近地小行星研究小组 |
| 小行星38170 | 1999 JR98  | 1999年5月12日 | 索科罗   | 林肯近地小行星研究小组 |
| 小行星38171 | 1999 JM103 | 1999年5月13日 | 索科罗   | 林肯近地小行星研究小组 |
| 小行星38172 | 1999 JR107 | 1999年5月13日 | 索科罗   | 林肯近地小行星研究小组 |
| 小行星38173 | 1999 JZ112 | 1999年5月13日 | 索科罗   | 林肯近地小行星研究小组 |
| 小行星38174 | 1999 JA113 | 1999年5月13日 | 索科罗   | 林肯近地小行星研究小组 |
| 小行星38175 | 1999 JQ118 | 1999年5月13日 | 索科罗   | 林肯近地小行星研究小组 |
| 小行星38176 | 1999 JR119 | 1999年5月13日 | 索科罗   | 林肯近地小行星研究小组 |
| 小行星38177 | 1999 JY120 | 1999年5月13日 | 索科罗   | 林肯近地小行星研究小组 |
| 小行星38178 | 1999 JA122 | 1999年5月13日 | 索科罗   | 林肯近地小行星研究小组 |
| 小行星38179 | 1999 JV122 | 1999年5月13日 | 索科罗   | 林肯近地小行星研究小组 |
| 小行星38180 | 1999 JR123 | 1999年5月13日 | 索科罗   | 林肯近地小行星研究小组 |
| 小行星38181 | 1999 JG124 | 1999年5月15日 | 索科罗   | 林肯近地小行星研究小组 |
| 小行星38182 | 1999 JG125 | 1999年5月10日 | 索科罗   | 林肯近地小行星研究小组 |
| 小行星38183 | 1999 JM125 | 1999年5月10日 | 索科罗   | 林肯近地小行星研究小组 |
| 小行星38184 | 1999 KF    | 1999年5月16日 | 基特峰   | 太空监视               |
| 小行星38185 | 1999 KJ    | 1999年5月16日 | 基特峰   | 太空监视               |
| 小行星38186 | 1999 KV    | 1999年5月17日 | 卡特林那 | 卡特林那巡天系统       |
| 小行星38187 | 1999 KH7   | 1999年5月17日 | 索科罗   | 林肯近地小行星研究小组 |
| 小行星38188 | 1999 KX11  | 1999年5月18日 | 索科罗   | 林肯近地小行星研究小组 |
| 小行星38189 | 1999 KT14  | 1999年5月18日 | 索科罗   | 林肯近地小行星研究小组 |
| 小行星38190 | 1999 KU14  | 1999年5月18日 | 索科罗   | 林肯近地小行星研究小组 |
| 小行星38191 | 1999 KF15  | 1999年5月18日 | 索科罗   | 林肯近地小行星研究小组 |
| 小行星38192 | 1999 LP6   | 1999年6月7日  | 基特峰   | 太空监视               |
| 小行星38193 | 1999 LB8   | 1999年6月8日  | 索科罗   | 林肯近地小行星研究小组 |
| 小行星38194 | 1999 LS13  | 1999年6月9日  | 索科罗   | 林肯近地小行星研究小组 |
| 小行星38195 | 1999 LD14  | 1999年6月9日  | 索科罗   | 林肯近地小行星研究小组 |
| 小行星38196 | 1999 LQ15  | 1999年6月12日 | 索科罗   | 林肯近地小行星研究小组 |
| 小行星38197 | 1999 LC19  | 1999年6月9日  | 索科罗   | 林肯近地小行星研究小组 |
| 小行星38198 | 1999 LM19  | 1999年6月9日  | 索科罗   | 林肯近地小行星研究小组 |
| 小行星38199 | 1999 LO24  | 1999年6月9日  | 索科罗   | 林肯近地小行星研究小组 |
| 小行星38200 | 1999 LR26  | 1999年6月9日  | 索科罗   | 林肯近地小行星研究小组 |

| 上一頁： 38001-38100 | 小行星列表 38101-38200 | 下一頁： 38201-38300 |